# 大田昌秀
大田 昌秀（おおた まさひで、1925年〈大正14年〉6月12日 - 2017年〈平成29年〉6月12日）は、日本・沖縄の政治家・社会学者。元沖縄県知事（2期）、元社会民主党参議院議員（1期）。琉球大学名誉教授。特定非営利活動法人沖縄国際平和研究所理事長。
沖縄県島尻郡具志川村（現・久米島町）出身。

## 来歴

### 沖縄戦
母校の小学校の用務員などを経て、東京の工学院へ特待生で進学する予定であったが、親戚のつてで沖縄師範学校に進学する。在学中の1945年（昭和20年）3月に鉄血勤皇隊に動員され、情報宣伝隊の「千早隊」に配属された。沖縄戦の中、九死に一生を得るが多くの学友を失う（同期125人中生存は大田を含めて37人）。敗残兵から「スパイ」として射殺されかかる体験もしている。また、6月19日に摩文仁村の司令部壕に伝令として赴いた際、参謀たちが民間人に扮する場面に遭遇した。10月に捕虜となって生還。
戦後は、米軍捕虜となり、軍施設で働きながら、1946年に沖縄文教学校を卒業。48年には沖縄外国語学校本科を卒業。日本とアメリカの双方の留学試験に合格し、いったん早稲田大学教育学部へ進学。在学中に英語部（WESA）を創立する。在学中に渡米し、シラキュース大学に留学、帰国後、琉球大学財団に勤務。琉球大学学長秘書となり、琉大タイムスを発刊する。1958年に琉球大学文理学部社会学科講師となり、68年に同大学社会学科教授に就任した。

### 研究者として
1958年からの琉球大学時代はメディア社会学を専攻し、ジャーナリズム研究 (新聞研究・報道研究等) に従事。1963年から2年間、東京大学新聞研究所で研究、また1968年には琉球大学新聞研究所に戻る。自ら学徒兵としての経験から沖縄戦の歴史研究に取り組み、多くの著作を刊行した。この研究の過程で、アメリカで発見・収集した写真の一つが「白旗の少女」である。
1973年から1974年にかけてハワイ大学東西文化センターで教授を務め、1983年から1985年のあいだに琉球大学法文学部長を務めた。1990年3月に琉球大学を辞職、同年5月に名誉教授となる。

## 政治家として

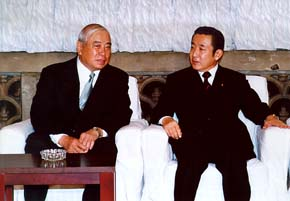
1997年2月17日、総理大臣官邸にて内閣総理大臣橋本龍太郎（右）と

### 沖縄県知事として
1990年、革新統一候補として県知事選に立候補し、現職の西銘順治を破り、知事となった。初の女性副知事の登用、女性総合センターの創設にも取り組み、1998年まで2期8年間の任期を務めた。
沖縄戦記憶継承事業
就任後、アメリカ公文書館にアーキビストの仲本和彦らを送りこみ、沖縄戦関連の貴重な資料を沖縄に送らせ、今ある沖縄公文書館の礎を築いた。
1995年6月、糸満市摩文仁に平和の礎を建立。国籍を問わず軍人や民間人を区別せず沖縄戦などの戦没者を刻銘した。8月には沖縄県公文書館を建設した。沖縄県平和祈念資料館の移転、改築に着手するなど、沖縄戦の記憶継承事業に積極的に取り組んだ。
米兵少女暴行事件
1995年9月4日、3人の米兵による少女暴行事件が発生した。10月21日「米軍人による暴行事件を糾弾し、地位協定の見直しを要求する沖縄県民総決起大会」に知事として参加し、後に激しく県知事選挙を戦うことになる稲嶺恵一らとともに、主権性を侵害し、米軍統治下と依然変わらぬ特権で犯罪捜査と処罰を困難なものにする日米地位協定の改定を求め、基地の統合縮小を進める「基地返還アクションプログラム」を訴えた。そのうえで、9月28日、米軍用地の未契約地主に対する強制使用の代行手続きを拒否し、国に提訴され、1996年に最高裁で県側の敗訴が確定。これが一連の国と沖縄県の最初の裁判となる。（沖縄代理署名訴訟)。
1998年沖縄県知事選挙
1998年2月の段階で、政府が普天間基地の返還の条件として沖縄県内で移設という「県内移設」を主張したことに大田知事は激しく反対を主張した。対抗措置として自由民主党は沖縄との経済振興策を話し合う「沖縄政策協議会」を一方的にボイコットし、知事選まで振興策の協議は事実上凍結された。これは沖縄の経済界、とくに中小企業にとっては死活的な恫喝そのものであった。辺野古の海上ヘリポートの建設に反対を表明、沖縄県が打ち出した「基地返還アクションプログラム」、国際貿易都市形成構想など8年間の実績と基地に依存しない沖縄経済の自立を訴えた。
一方、対する稲嶺恵一は、政府・自民党との強いパイプを強調した経済振興を強調し、「反基地か経済か」というコピーで未曽有の広報戦略を展開し、強力な自民党の資力が動いた。県民大会でともに県外移設を訴えてきた「盟友」大田と稲嶺は、本土の自民党の介入で大きく分かたれた。また、辺野古を、実際には不可能な米軍と民間人が共同使用するという「軍民共用空港」の公約をかかげ、辺野古移設に県民に理解を求めた。また今まで革新陣営に与してきた公明党はこの選挙で表向き大田支持の自主投票を表明しながら、実際には稲嶺を支援。翌年の自公連立の布石ともなった。経済振興を綱として企業の組織票を固めたこともあり、投票率は前回を10％以上も上回った。1998年11月15日の沖縄県知事選挙では、大田は新人の稲嶺惠一に敗れ、2期8年続いた革新県政に終止符が打たれた。
自民党による沖縄の選挙への介入
辺野古案浮上で、1998年の県知事選挙は、今も続く沖縄選挙の典型的な構図の先駆けとなった。告知前に県内にいっせいに失業率を表す数字「9.2％」と書かれた出所不明の黒地のポスターが貼られた。また、本土の大手広告代理店が入り、全国的不況のなか、大田県政が招いた不況だと誘導する「県政不況」などのキャッチコピーが氾濫した。筑紫哲也は、この選挙を「広告宣伝技術の選挙への導人が見事な成果をおさめた例」と評した。また2010年には当時副官房長官だった鈴木宗男議員が稲嶺陣営に官房機密費で3億円が渡されていたことを証言した。

### 参議院議員として
2001年に社民党から参議院に立候補し当選を果たす。立候補時には知事時代与党だった日本共産党や沖縄社会大衆党などから「特定党派に偏らない政治をするという約束を反故にしている」という批判もうけた。2007年には政界を引退した。

### 晩年
2013年、特定非営利活動法人 沖縄国際平和研究所を設立し、資料の収集や講演会などに尽力した。最後の著書（編著）となった『沖縄鉄血勤皇隊』は死去した月に刊行されている。 
2017年4月、ノーベル平和賞の候補としてノミネートされた。 
2017年、春より体調が悪化、満92歳の誕生日でもあった6月12日、呼吸不全・肺炎のため那覇市内の病院で死去。看取った関係者によると、家族や看護師がバースデーソングを歌うのを聞き終えてから亡くなったという。 
7月26日、宜野湾市の沖縄コンベンションセンターで県民葬が営まれ、内閣総理大臣の安倍晋三はじめ2000人が参列し、翁長雄志知事（当時）が弔辞を読んだ。
7月29日、故郷久米島で町民葬が営まれる。
8月12日、ベテランズ・フォー・ピースより、ハワード・ジン功労賞を授与される。
9月30日、沖縄国際平和研究所が閉館した。

## 大田昌秀の遺産

### 大田昌秀の言葉
大田昌秀が鉄血勤皇隊の生存者として、また沖縄戦の研究者として、一貫して語り続けてきたことは「軍隊は人を守らない」、本土を守るために「沖縄は捨て石」とされた、ということだった。
また基地は他国の罪のない人々を殺害する拠点でもあることに意識を向けた。

### 引き継がれる遺産
1998年の選挙で再選を阻んだ稲嶺恵一は、「対立した時期は複雑だったが、退任後、一緒に本を出した時、大田さんから肩を組んできて、酒を飲んだ。救われた気がした」と心境を明かした。1995年の稲嶺は県民大会後に政府の対応ががらりと変わったと語る。「県と政府が対等の立場で協議できるようになり、結果的に基地負担の軽減の道筋が示された。普天間が返還されていないことは心残りだろう」と語った。
自民党の県議時代は大田と対立する立場でもあった現職知事の翁長雄志は、通夜に駆けつけしばらく大田の額に手を当てて語りかけていたという。

## 略歴

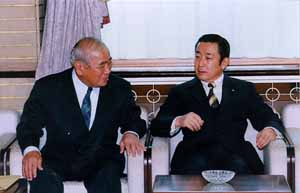
1997年3月25日、総理大臣官邸にて内閣総理大臣橋本龍太郎（右）と

- 1945年（昭和20年）- 沖縄師範学校本科2年時、学徒隊の鉄血勤皇隊に動員され、沖縄戦に参戦
- 1946年（昭和21年）- 沖縄文教学校卒業
- 1948年（昭和23年）- 沖縄外国語学校本科卒業
- 1954年（昭和29年）- 早稲田大学教育学部英文学科卒業
- 1956年（昭和31年）- 米シラキューズ大学大学院修了（社会学専攻）、琉球大学財団に勤務。
- 1963年（昭和38年）- 東京大学新聞研究所にて研究
- 1968年（昭和43年）- 琉球大学法文学部教授就任
- 1978年（昭和53年）- フルブライト訪問教授として米アリゾナ州立大学教授就任
- 1983年（昭和58年）- 琉球大学法文学部長に就任（～1985年）
- 1990年（平成2年）- 琉球大学辞職。11月18日の第6回沖縄県知事選挙に立候補、現職西銘順治を破り当選。石垣空港建設反対を公約にしていた。
- 1991年（平成3年） - 大田平和総合研究所（2013年1月に沖縄国際平和研究所へ改称）を開設
- 1994年（平成6年）- 11月20日、任期満了に伴う第7回沖縄県知事選挙で当選（2期）。
- 1998年（平成10年）- 11月15日、任期満了に伴う第8回沖縄県知事選挙で稲嶺惠一に敗れ落選。
- 2001年（平成13年）- 7月29日、第19回参議院議員通常選挙（比例区・社会民主党）当選。
- 2007年（平成19年）- 7月29日、第21回参議院議員選挙に立候補せず政界を引退。
- 2017年（平成29年）- 6月12日午前11時50分、呼吸不全・肺炎のため那覇市内の病院で死去[1]。92歳没[1]。

## 著書

### 単著
- 『沖縄の民衆意識』弘文堂新社、1967年8月10日。NDLJP:2977084。　のち新泉社
- 『醜い日本人 日本の沖縄意識』サイマル出版会 1969年　のち岩波現代文庫
- 『拒絶する沖縄 日本復帰と沖縄の心』サイマル出版会、1971年11月25日。NDLJP:9769035。
- 『沖縄のこころ 沖縄戦と私』岩波新書 1972年
- 『近代沖縄の政治構造』勁草書房 1972年
- 『沖縄崩壊 「沖縄の心」の変容』ひるぎ社 1976年
- 『鉄血勤皇隊』ひるぎ社 1977年
- 『鉄血勤皇師範隊／戦場の少年兵士「血であがなったもの」』那覇出版社 1977年
- 『戦争と子ども 父より戦争を知らない子たちへ』那覇出版社 1980年
- 『沖縄の帝王高等弁務官』久米書房、1984年12月17日。NDLJP:9775133。　のち朝日文庫
- 『那覇10.10大空襲 日米資料で明かす全容』久米書房 1984年
- 『The Battle of Okinawa』久米書房 1984年
- 『沖縄戦戦没者を祀る慰霊の塔』那覇出版社、1985年6月23日。NDLJP:12114003。
- 『沖縄戦とは何か』久米書房 1985年
- 『沖縄の挑戦』恒文社 1990年
- 『検証昭和の沖縄 国策にほんろうされ続けた悲惨な歩み』那覇出版社 1990年
- 『人間が人間でなくなるとき 写真記録』沖縄タイムス社 1991年
- 『見える昭和と「見えない昭和」 大田昌秀沖縄論集』那覇出版社 1994年
- 『沖縄 戦争と平和』朝日文庫　1996年
- 『沖縄平和の礎』岩波新書 1996年
- 『沖縄は訴える』かもがわ出版 1996年
- 『沖縄は主張する』岩波ブックレット 1996年
- 『拒絶する沖縄 日本復帰と沖縄の心』近代文芸社 1996年
- 『ひたすらに平和の創造に向けて』近代文芸社 1997年
- 『沖縄、基地なき島への道標』集英社新書 2000年
- 『沖縄の決断』朝日新聞社 2000年
- 『有事法制は、怖い 沖縄戦が語るその実態』琉球新報社 2002年
- 『沖縄差別と平和憲法 日本国憲法が死ねば、「戦後日本」も死ぬ』BOC出版 2004年
- 『沖縄戦下の米日心理作戦』岩波書店 2004年
- 『死者たちは、いまだ眠れず 「慰霊」の意味を問う』新泉社 2006年
- 『沖縄戦を生きた子どもたち』クリエイティブ21 2007年
- 『沖縄の「慰霊の塔」 沖縄戦の教訓と慰霊』那覇出版社 2007年
- 『こんな沖縄に誰がした 普天間移設問題-最善・最短の解決策』同時代社 2010年
- 『二人の「少女」の物語 沖縄戦の子どもたち』新星出版 2011年
- 『人生の蕾のまま戦場に散った学徒兵　沖縄 鉄血勤皇隊』高文研 2017年

### 共著
- 『沖縄健児隊』外間守善共編 日本出版協同 1953年
- 『沖縄の言論 新聞と放送』辻村明共著 至誠堂 1966年
- 『これが沖縄戦だ 写真記録』編著 琉球新報社 1977年　のち那覇出版社
- 大田昌秀 編著『総史沖縄戦 写真記録』岩波書店、1982年8月10日。NDLJP:9774151。
- 『まーかいがウチナー どこへ行く沖縄』上原康助,照屋林賢対談 大田講演 日本社会党機関紙局 社会新報ブックレット 1994年
- 『代理署名拒否の理由』沖縄県基地対策室共著 ひとなるブックレット 1996年
- 『沖縄からはじまる』池澤夏樹共著 集英社 1998年
- 『ウチナーンチュは何処へ 沖縄大論争』太田武二、高村文子、大山朝常共著 実践社 2000年
- 『徹底討論沖縄の未来』佐藤優共著 芙蓉書房出版 沖縄大学地域研究所叢書 2010年
- 『沖縄の自立と日本 「復帰」40年の問いかけ』新川明,稲嶺惠一,新崎盛暉共著 岩波書店 2013年
- 『写真記録沖縄戦 決定版 国内唯一の"戦場"から"基地の島"へ』沖縄国際平和研究所共編著 高文研 2014年
- 『沖縄は未来をどう生きるか』佐藤優 共著 岩波書店 2016年

### 記念論文集
- 『沖縄を考える 大田昌秀教授退官記念論文集』東江平之ほか編 大田昌秀先生退官記念事業会 1990年

## 関連作品
ドキュメンタリー映画
- 太陽（ティダ）の運命（2025年）

## その他
- 『歴史群像No51大田昌秀インタビュー 』学習研究社、2002年
- 「アーカイブズと私―沖縄の経験から―」アーカイブズ学研究 No.21、2014年 PDF